# Cass Lake
Cass Lake è una città degli Stati Uniti d'America, situata in Minnesota, nella contea di Cass.